# Pandèmia de COVID-19 al País Basc
L'expansió de la pandèmia per coronavirus de 2019-2020 al País Basc es va detectar el 28 de febrer de 2020 amb dos casos confirmats d'infecció de Covid-19. La primera mesura administrativa a gran escala, amb la voluntat de frenar la propagació del virus, es va prendre a Àlaba el 9 de març amb el tancament de dues escoles de Labastida, i al migdia totes les escoles de Vitòria (des de la llar d'infants fins a la universitat) es veieren obligades a susprendre les seves activitats durant 14 dies.
En data del 13 d'abril, el País Basc comptava 15.135 casos de persones infectades i 1.072 víctimes mortals.

## Cronologia

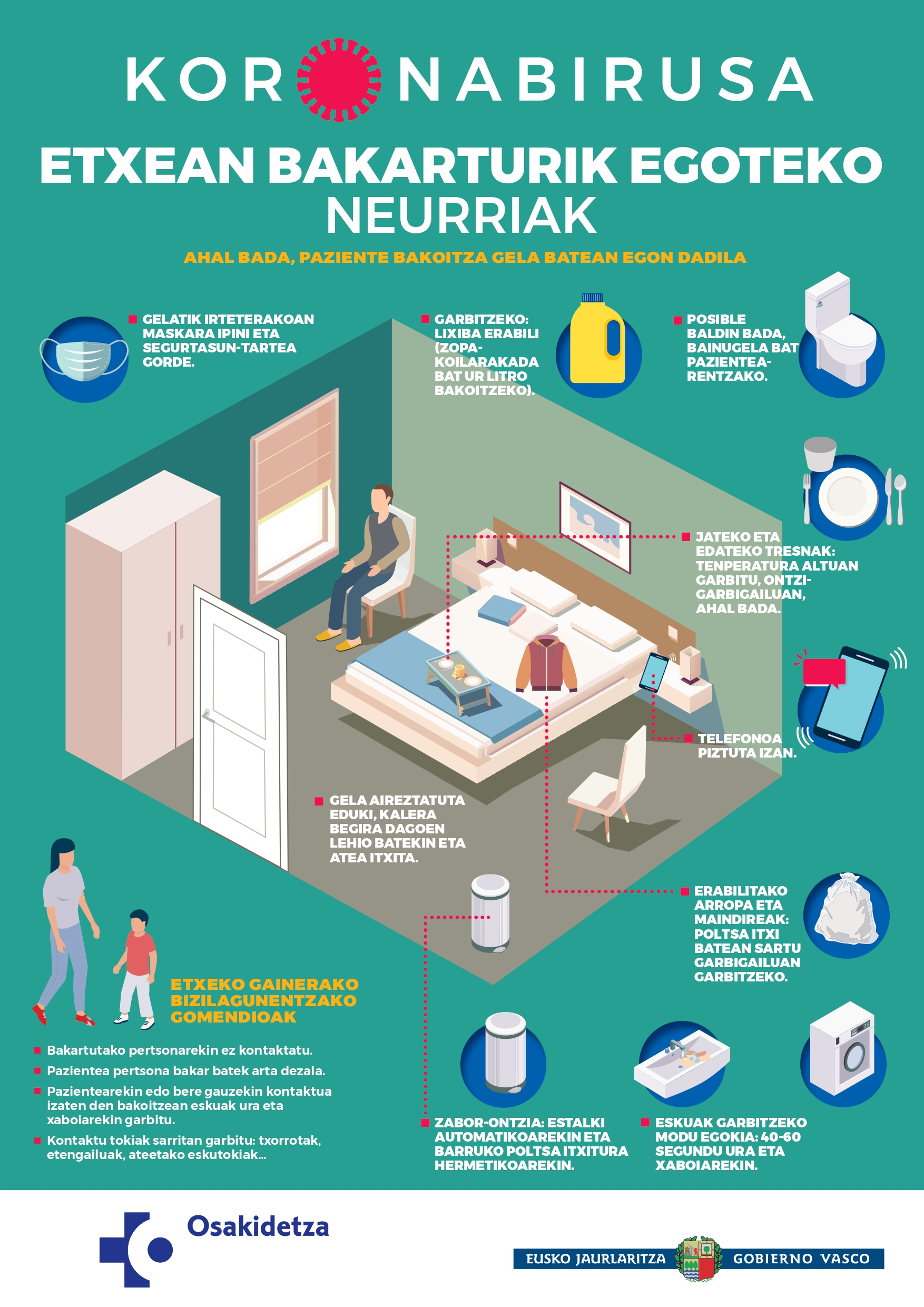
Mesures per a romandre sol a casa, arran del coronavirus (Osakidetza)

Els primers casos confirmats aparegueren a partir del 28 de febrer de 2020 al territori basc, progressant gairebé cada dia d'ençà d'aquella data. Malgrat això, l'expansió no accelerà fins a la segona setmana de març, quan Àlaba va esdevenir-ne el focus principal, superant els 100 casos el 9 de març. Aquell mateix dia, el Govern basc adoptà la primera mesura significativa per a mirar de solucionar el problema: el tancament de totes les escoles de Guardia, Bastida i Vitòria-Gasteiz, incloent-hi la universitat i les escoles infantils, durant quinze dies. Al començament la malaltia es va estendre més lentament al sud del País Basc i al nord, més enllà de la frontera d'estat.
El 30 d'agost fou polèmica la celebració de l'Ospa Eguna, una festa de caràcter reivindicatiu de la vila d'Altsasu en què es demana la partida de la Guàrdia Civil del municipi. La fiscalia i diversos partits polítics espanyolistes i associacions de la Guàrdia Civil demanaren a l'Audiència Nacional que prohibís la festa per possible delicte d'odi i per no respectar les mesures sanitàries. L'Audiència Nacional, però, declinà la prohibició i, per bé que la major part dels actes no se celebraren, l'acció central de la festa transcorregué amb normalitat.
| - Carrer buit a la tarda al barri d'Egia (Donostia/Sant Sebastià) - Personal d'Euskotren desinfectant l'estació de Bilbao - Vista dels carrers de Gasteiz/Vitòria - Aparcament mig buit del centre comercial Urbil a la tarda |

## Dades estadístiques

Evolució del nombre d'infectats amb Covid-19 al País Basc a partir del 28 de febrer del 2020

Evolució del nombre de persones infectades amb COVID-19 al País Basc
Evolució del nombre de morts del COVID-19 al País Basc